# Deutsche Schillergesellschaft
Die Deutsche Schillergesellschaft e. V. (DSG) ist ein Zusammenschluss von Personen des In- und Auslandes, die sich dem Werk Friedrich Schillers und der Literatur verbunden fühlen. Sie ist Trägerin des Schiller-Nationalmuseums und des Deutschen Literaturarchivs Marbach mit dem Literaturmuseum der Moderne. Sie hat ihren Sitz in Marbach am Neckar. Umfang und Reichweite der Aktivitäten sowie die Mitgliederzahl weisen sie aus als eine der bedeutendsten und größten literarischen Gesellschaften in Deutschland.
Sie wurde 1895 als Schwäbischer Schillerverein gegründet, 1947 nahm sie ihren heutigen Namen an.

## Geschichte
Bereits seit 1835 bestand der Marbacher Schillerverein, aus dem 1895 der Schwäbische Schillerverein hervorging. Er ist bis heute Zweigverein der Deutschen Schillergesellschaft und in ihrem Ausschuss vertreten.
Geschichte und Entstehung der Deutschen Schillergesellschaft sind untrennbar verbunden mit Geschichte und Entstehung von Schiller-Nationalmuseum und Deutschem Literaturarchiv. Sie sind ausführlich im Artikel Deutsches Literaturarchiv Marbach dargestellt.
Der 1991 gegründete Weimarer Schillerverein e. V. ist als rechtlich selbständiger Zweigverein der Deutschen Schillergesellschaft ebenfalls im Ausschuss vertreten.
Die Satzung der Deutschen Schillergesellschaft e. V. wurde am 10. März 2012 neu gefasst und am 29. März 2012 ins Vereinsregister eingetragen.

## Vorsitzender und Geschäftsführung
Der Direktorin des Deutschen Literaturarchivs obliegt die Geschäftsführung der Deutschen Schillergesellschaft und die Leitung des Deutschen Literaturarchivs Marbach, soweit nicht einzelne Aufgaben in der Satzung anderen Organen übertragen sind.

### Vorsitzende des Schwäbischen Schillervereins
- 1895–1899: Julius von Griesinger
- 1900–1902: Julius Freiherr von Soden
- 1902–1906: Karl Freiherr von Gemmingen-Guttenberg
- 1906–1917: Julius Freiherr von Soden
- 1917–1918: Konstantin Freiherr von Neurath
- 1918–1938: Otto Güntter
- 1938–1943: Georg Schmückle

### Vorsitzende der Schiller-Gesellschaft
- 1943–1945: Georg Schmückle
- 1945: kommissarisch Adolf Richter

### Präsidenten der Deutschen Schillergesellschaft
- 1948–1954: Erwin Ackerknecht
- 1954–1979: Wilhelm Hoffmann, Stuttgart
- 1979–1980: Jürgen Hahn
- 1980–1988: Martin Cremer
- 1988–2002: Eberhard Lämmert
- 2002–2012: Manfred Erhardt
- 2012–2020: Peter-André Alt
- seit 2020: Kai Uwe Peter

## Ziele und Aufgaben
Zweck des Vereins war ursprünglich, „die Kenntnis von Schillers Werk, seiner Person und seiner Ideen zu fördern und dafür in Marbach ein Archiv und Museum zu gründen“ (Präambel der Satzung), das bereits 1903 errichtet werden konnte. Dieses bezog die gesamte schwäbische Literatur in seine sammelnde, wissenschaftliche und volksbildende Tätigkeit ein. Mit Publikationen, Ausstellungen, Vorträgen und anderen Veranstaltungen trat der Verein an die Öffentlichkeit. Mit den Erweiterungen der Sammlungen entwickelte sich das Schiller-Nationalmuseum zu einem Archiv der neueren deutschen Literatur im umfassenderen Sinne. Dem entsprach die Gesellschaft im Jahr 1955 mit der Gründung des Deutschen Literaturarchivs aufgrund einer Initiative des damaligen Museumsdirektors Bernhard Zeller.
Als Trägerin von Schiller-Nationalmuseum und Deutschem Literaturarchiv mit dem Literaturmuseum der Moderne verwaltet sie diese Institute, baut die Sammlungen aus und erschließt sie der Öffentlichkeit. Als wesentliche Aufgaben will sie darüber hinaus der Pflege, der Erforschung und der Vermittlung der neueren deutschen Literatur dienen und das geistige Erbe Schillers lebendig erhalten. (Satzung § 2).
Das Deutsche Literaturarchiv Marbach, wie die Einrichtungen der Deutschen Schillergesellschaft übergreifend genannt werden, wurde im Jahr 2007 durch den Wissenschaftsrat evaluiert. Dessen wissenschaftspolitische Stellungnahme fordert die Fokussierung der Tätigkeiten des Deutschen Literaturarchivs Marbach auf Kernaufgaben und den Ausbau und die Sicherung der institutionellen Finanzierung der Einrichtungen.